# Sophronica proba
Sophronica proba là một loài bọ cánh cứng trong họ Cerambycidae.